# Guillermo Arriaga Fernández
Guillermo Arriaga Fernández (Ciudad de México, 4 de julio de 1926 - ibídem, 3 de enero de 2014) bailarín, compositor, coreográfo, investigador y promotor cultural mexicano.

## Semblanza biográfica
Su interés por la danza comenzó cuando tenía 15 años de edad, al presenciar una función en el Palacio de Bellas Artes. Se inició profesionalmente a la edad de 23 años, en el Ballet Nacional de México. Estudió con Anna Sokolow, Waldeen von Falkenstein, José Limón, Doris Humphrey, Margaret Craske, La Meri y Myra Kinch. En 1954, colaboró con 
México. En 1960, colaboró con Amalia Hernández en el Ballet Folklórico de México.  En 1964, fue director del Conjunto Folklórico Mexicano del Instituto Mexicano del Seguro Social (IMSS). En 1999, fue nombrado miembro titular del Seminario de Cultura Mexicana.
Fue miembro de la Academia de Danza Mexicana. Fue primer bailarín, maestro y coreógrafo  del Ballet de Bellas Artes del Instituto Nacional de Bellas Artes (INBA). Fue director escénico y maestro del Ballet Folklórico de México. Fue presidente de la Sociedad Mexicana de Coreógrafos y miembro del Sistema Nacional de Creadores de Arte del Fondo Nacional para la Cultura y las Artes (FONCA). Fue fundador con Alejandro Jodorowsky del primer grupo de mimos en México. En 2009, fundó la Compañía de Danza Mexicana Contemporánea, la cual está integrada por doce bailarines.
Zapata es su obra más importante, se estrenó en 1953 en el teatro Nacional Studio durante el 4.° Festival Mundial de la Juventud en Bucarest, Rumania, se trata de una obra nacionalista que muestra la injusticia social de la época revolucionaria, la música fue escrita por José Pablo Moncayo, la escenografía estuvo a cargo de Miguel Covarrubias.  Esta obra la llegó a representar hasta contar con 54 años de edad. En el año 2000, recibió un homenaje al cumplir la edad de 70 años  y celebrar las más de 2000 representaciones dentro de la Compañía Nacional de Danza.

## Premios y distinciones
- Premio latinoamericano de danza, otorgado en Chile.
- Medalla de oro, otorgada por el presidente Adolfo López Mateos en 1963.
- Primer premio del festival musical de Israel en 1964.
- Medalla "Una vida en la danza" otorgada por el Instituto Nacional de Bellas Artes en 1990.
- Premio "Guillermina Bravo" en el Festival de la Danza Contemporánea de San Luis Potosí, en 1995.
- Premio Nacional de Danza José Limón (1996).[6]
- Premio Nacional de Ciencias y Artes en el área de Bellas Artes en 1999.

## Obras creadas
Cuenta con más de trescientas coreografías cortas para series de televisión, así como más de sesenta obras para grupos folclóricos.  Asimismo, ha creado coreografías para teatro, ópera y cine. Entre sus obras se encuentran:
- El sueño y la presencia, en 1951, con música de Blas Galindo.
- Balada mágica, en 1952, con música de Carlos Jiménez Mabarak.
- Zapata con música de José Pablo Moncayo, estrenada en 1953.
- Antesala con música de Eduardo Hernández Moncada.
- Romances y fronteras, en 1954.
- Cuauhtémoc, en 1956.
- Feria y fauno, en 1956.